# Montia calcicola
Montia calcicola är en källörtsväxtart som beskrevs av Paul Carpenter Standley och Steyerm. Montia calcicola ingår i släktet källörter, och familjen källörtsväxter. Inga underarter finns listade i Catalogue of Life.